# Robert Mugge
Pour les articles homonymes, voir Mügge.
Robert Mugge est un réalisateur, producteur, monteur et scénariste américain né le 8 mai 1950.

## Filmographie

### comme réalisateur
- 1981 : Sun Ra: A Joyful Noise
- 1982 : Is That Jazz: A Mug-Shot Afterthought
- 1982 : Black Wax
- 1984 : Gospel According to Al Green
- 1985 : The Return of Ruben Blades, avec Rubén Blades
- 1988 : Hawaiian Rainbow
- 1989 : Kumu Hula: Keepers of a Culture
- 1991 : Deep Blues
- 1992 : Pride and Joy: The Story of Alligator Records
- 1994 : True Believers: The Musical Family of Rounder Records
- 1994 : The Kingdom of Zydeco
- 1994 : Gather at the River: A Bluegrass Celebration
- 1994 : Entertaining the Troops
- 2000 : Hellhounds on My Trail: The Afterlife of Robert Johnson (vidéo)
- 2000 : Rhythm 'n' Bayous: A Road Map to Louisiana Music
- 2003 : Last of the Mississippi Jukes
- 2006 : New Orleans Music in Exile

### comme producteur
- 1982 : Black Wax
- 1984 : Gospel According to Al Green
- 1985 : The Return of Ruben Blades, avec Rubén Blades
- 1994 : The Kingdom of Zydeco
- 1994 : Gather at the River: A Bluegrass Celebration
- 2000 : Hellhounds on My Trail: The Afterlife of Robert Johnson (vidéo)
- 2000 : Rhythm 'n' Bayous: A Road Map to Louisiana Music
- 2003 : Last of the Mississippi Jukes
- 2006 : New Orleans Music in Exile

### comme monteur
- 1982 : Black Wax
- 1984 : Gospel According to Al Green
- 1991 : Deep Blues
- 1994 : The Kingdom of Zydeco
- 1994 : Gather at the River: A Bluegrass Celebration
- 2000 : Hellhounds on My Trail: The Afterlife of Robert Johnson (vidéo)
- 2000 : Rhythm 'n' Bayous: A Road Map to Louisiana Music
- 2003 : Last of the Mississippi Jukes
- 2006 : New Orleans Music in Exile

### comme scénariste
- 1984 : Gospel According to Al Green
- 1985 : The Return of Ruben Blades, avec Rubén Blades
- 1994 : Entertaining the Troops
- 2003 : Last of the Mississippi Jukes